# Komenda Rejonu Uzupełnień Kraśnik

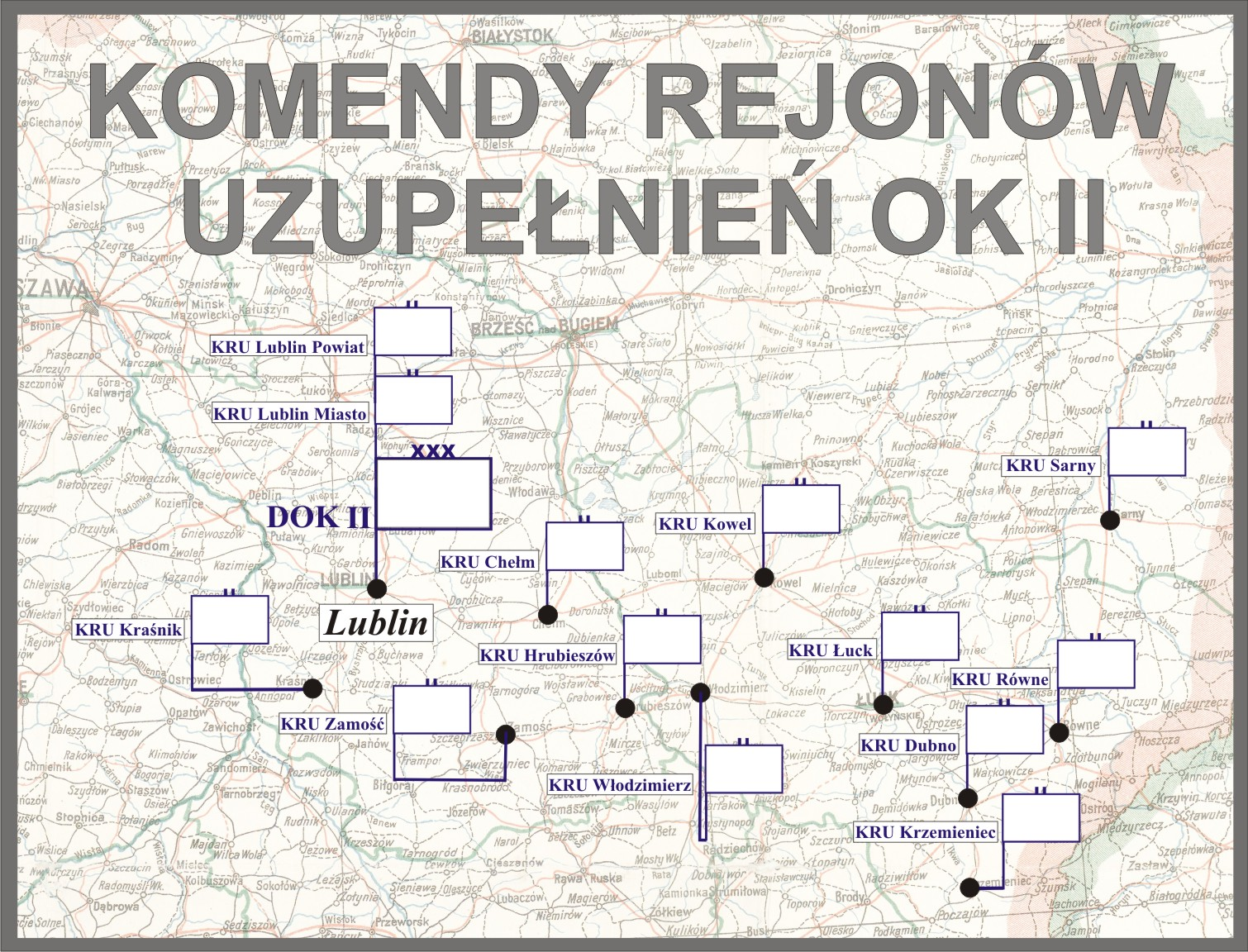
Komendy rejonów uzupełnień DOK II

Komenda Rejonu Uzupełnień Kraśnik (KRU Kraśnik) – organ wojskowy właściwy w sprawach uzupełnień Sił Zbrojnych II Rzeczypospolitej i administracji rezerw w powierzonym mu rejonie.

## Historia komendy
Z dniem 1 października 1927 roku minister spraw wojskowych utworzył na terenie Okręgu Korpusu Nr II Powiatową Komendę Uzupełnień Kraśnik, która objęła swoją właściwością powiat janowski, przejęty po zlikwidowanej PKU Biłgoraj. W lipcu tego roku kadra oficerska dotychczasowej PKU Biłgoraj została wyznaczona na stanowiska w PKU Kraśnik. Przeniesienie z Biłgoraja do Kraśnika dotyczyło także pułkownika Krynickiego, który miał dokończyć praktykę poborową.
PKU Kraśnik funkcjonowała na podstawie ustawy z dnia 23 maja 1924 roku o powszechnym obowiązku służby wojskowej oraz rozporządzeń wykonawczych do tejże ustawy, a także „Tymczasowej instrukcji służbowej dla PKU”, wprowadzonej do użytku rozkazem MSWojsk. Dep. Piech. L. 100/26 Pob.
Zadania i organizacja PKU określone zostały w wydanej 27 maja 1925 roku instrukcji organizacyjnej służby poborowej na stopie pokojowej. W skład PKU Kraśnik wchodziły dwa referaty: I) referat administracji rezerw i II) referat poborowy.
W marcu 1930 roku PKU Kraśnik nadal podlegała Dowództwu Okręgu Korpusu Nr II w Lublinie i administrowała powiatem janowskim. W grudniu tego roku PKU Kraśnik posiadała skład osobowy typ IV.
31 lipca 1931 roku gen. dyw. Kazimierz Fabrycy, w zastępstwie ministra spraw wojskowych, rozkazem B. Og. Org. 4031 Org. wprowadził zmiany w organizacji służby poborowej na stopie pokojowej. Zmiany te polegały między innymi na zamianie stanowisk oficerów administracji w PKU na stanowiska oficerów broni (piechoty) oraz zmniejszeniu składu osobowego PKU typ I–IV o jednego oficera i zwiększeniu o jednego urzędnika II kategorii. Liczba szeregowych zawodowych i niezawodowych oraz urzędników III kategorii i niższych funkcjonariuszy pozostała bez zmian.
1 lipca 1938 roku weszła w życie nowa organizacja służby uzupełnień, zgodnie z którą dotychczasowa PKU Kraśnik została przemianowana na Komendę Rejonu Uzupełnień Kraśnik przy czym nazwa ta zaczęła obowiązywać 1 września 1938 roku, z chwilą wejścia w życie ustawy z dnia 9 kwietnia 1938 roku o powszechnym obowiązku wojskowym. Obok wspomnianej ustawy i rozporządzeń wykonawczych do niej, działalność KRU Kraśnik normowały przepisy służbowe MSWojsk. D.D.O. L. 500/Org. Tjn. Organizacja służby uzupełnień na stopie pokojowej z 13 czerwca 1938 roku. Zgodnie z tymi przepisami komenda rejonu uzupełnień była organem wykonawczym służby uzupełnień .
Komendant rejonu uzupełnień w sprawach dotyczących uzupełnień Sił Zbrojnych i administracji rezerw podlegał bezpośrednio dowódcy Okręgu Korpusu Nr II, który był okręgowym organem kierowniczym służby uzupełnień. Rejon uzupełnień nie uległ zmianie i nadal obejmował powiat janowski.

## Obsada personalna
Poniżej przedstawiono wykaz oficerów zajmujących stanowisko komendanta Powiatowej Komendy Uzupełnień i komendanta rejonu uzupełnień oraz wykaz osób funkcyjnych pełniących służbę w PKU i KRU Kraśnik, z uwzględnieniem najważniejszej zmiany organizacyjnej przeprowadzonej w 1938 roku.
| Komendanci                         | Komendanci              | Komendanci                       |
| ---------------------------------- | ----------------------- | -------------------------------- |
| Stopień, imię i nazwisko           | Okres pełnienia funkcji | Kolejne stanowisko (dalsze losy) |
| płk piech. Włodzimierz II Krynicki | IX 1927 – III 1929      | dyspozycja dowódcy OK II         |
| mjr kanc. Aleksander Petelewicz    | III 1929 – †10 I 1932   |                                  |
| mjr piech. Henryk Schenk           | III 1932 – III 1934     | dyspozycja dowódcy OK II         |
| mjr piech. Alfred Hofbauer         | VI 1934 – 1939          |                                  |

| Obsada pozostałych stanowisk funkcyjnych PKU w latach 1927–1938 | Obsada pozostałych stanowisk funkcyjnych PKU w latach 1927–1938 | Obsada pozostałych stanowisk funkcyjnych PKU w latach 1927–1938 | Obsada pozostałych stanowisk funkcyjnych PKU w latach 1927–1938 |
| --------------------------------------------------------------- | --------------------------------------------------------------- | --------------------------------------------------------------- | --------------------------------------------------------------- |
| kierownik I referatu administracji rezerw i zastępca komendanta | mjr kanc. Aleksander Petelewicz                                 | VII 1927 – III 1929                                             | komendant PKU                                                   |
| kierownik I referatu administracji rezerw i zastępca komendanta | mjr art. Zygmunt Pieracki                                       | III – VII 1929                                                  | dyspozycja dowódcy OK II                                        |
| kierownik I referatu administracji rezerw i zastępca komendanta | kpt. piech. Adam Chmielowski                                    | IX 1930 – 31 VIII 1935                                          | stan spoczynku                                                  |
| kierownik II referatu poborowego                                | kpt. piech. Adam Chmielowski                                    | VII 1927 – IX 1930                                              | kierownik I referatu                                            |
| kierownik II referatu poborowego                                | kpt. art. Aleksander Włodzimierz Lenczowski                     | IX 1930 – 31 VIII 1932                                          | stan spoczynku                                                  |
| kierownik II referatu poborowego                                | kpt. piech. Hipolit Potocki                                     | od 1932, był w VI 1935                                          |                                                                 |
| referent                                                        | por. kanc. Edmund Prost                                         | VII 1927 – 1 I 1928                                             | PKU Chełm                                                       |
| referent                                                        | por. kanc. Marek Kleinfeld                                      | I 1928 – VIII 1929                                              | dyspozycja dowódcy OK X                                         |
| referent                                                        | kpt. art. Aleksander Włodzimierz Lenczowski                     | XII 1929 – IX 1930                                              | kierownik II referatu                                           |
| Obsada pozostałych stanowisk funkcyjnych KRU w latach 1938–1939 |                                                                 |                                                                 |                                                                 |
| kierownik I referatu ewidencji                                  | kpt. adm. (piech.) Andrzej Chmielewski                          | był w III 1939                                                  |                                                                 |
| kierownik II referatu uzupełnień                                | kpt. adm. (piech.) Jan Wtorek                                   | był w III 1939                                                  |                                                                 |